# Jim Rodgers

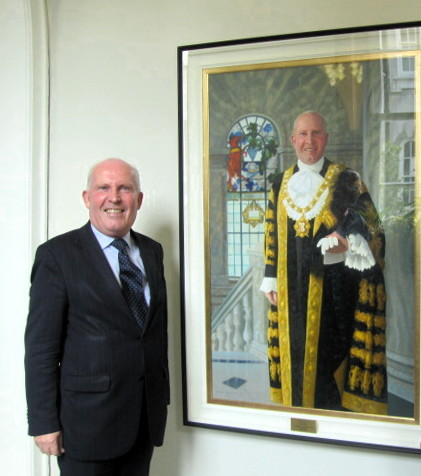
Jim Rodgers junto a su retrato como 52.º alcalde de Belfast

Jim Rodgers EFC es un político de Irlanda del Norte perteneciente al Partido Unionista del Ulster, y que en la actualidad es alcalde de Belfast. 

## Mandato
Es el alcalde número cincuenta y dos de Belfast.
En 1996 fue elegido como cabeza del Northern Ireland Peace Forum (Fórum de la Paz de Irlanda del Norte).
Pertenece al Partido Unionista del Ulster. Fue elegido por primera vez alcalde de Belfast en el 2001, aunque él se presentó en los años 1998, 2003 sin ninguna victoria, hasta que en 2007 fue elegido por un contundente número de votaciones.
Jim Rodgers es también el director del equipo de fútbol norirlandés el Glentoran FC.
- Datos: Q9011758
- Multimedia: Jim Rodgers (politician) / Q9011758